# یوسف البیرق
یوسف عبدالرحمن البیرق (عربی: يوسف عبد الرحمن؛ زادهٔ ۴ مارس ۱۹۸۹) یک بازیکن فوتبال اهل امارات متحده عربی است.
از باشگاه‌هایی که در آن بازی کرده‌است می‌توان به الظفره، العین، الشعب، و تیم ملی فوتبال امارات متحده عربی اشاره کرد.
وی همچنین در تیم‌های ملی فوتبال UAE U20 امارات متحده عربی بازی کرده است.